# Stor-Frängstjärnen
Stor-Frängstjärnen är en sjö i Norsjö kommun i Västerbotten och ingår i Skellefteälvens huvudavrinningsområde.